# Szwajcaria Holsztyńska

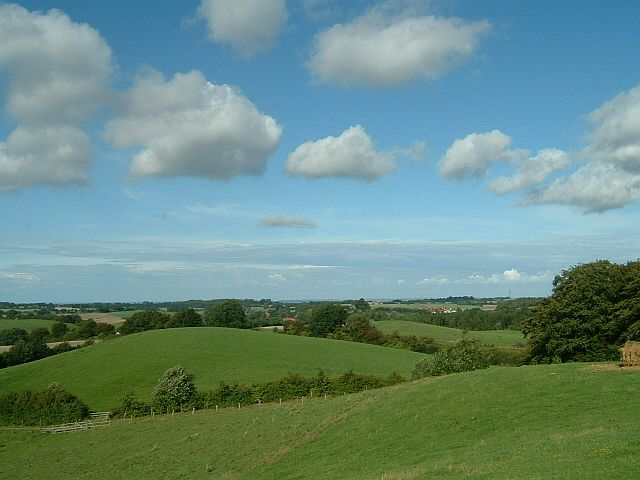
Widok ze wzgórza Bungsberg na Szwajcarię Holsztyńską

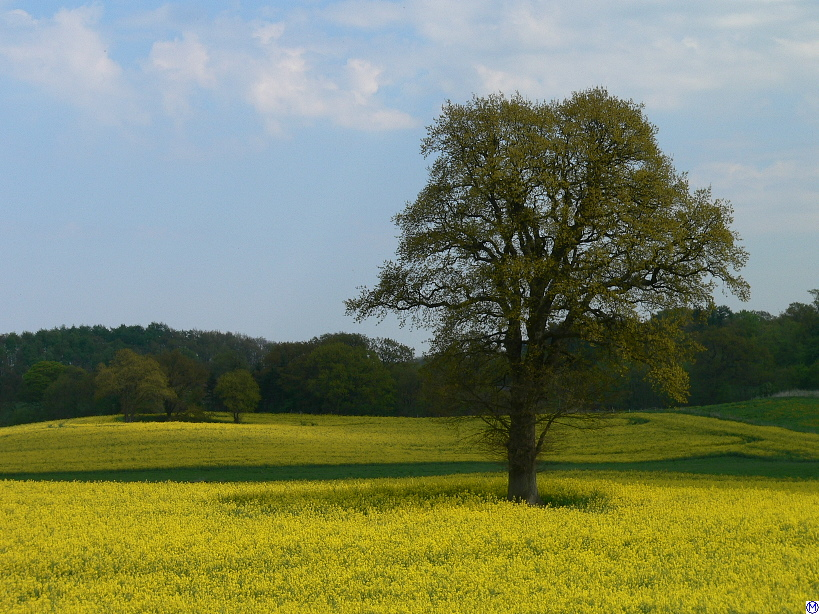
Pole rzepaku w powiecie Plön

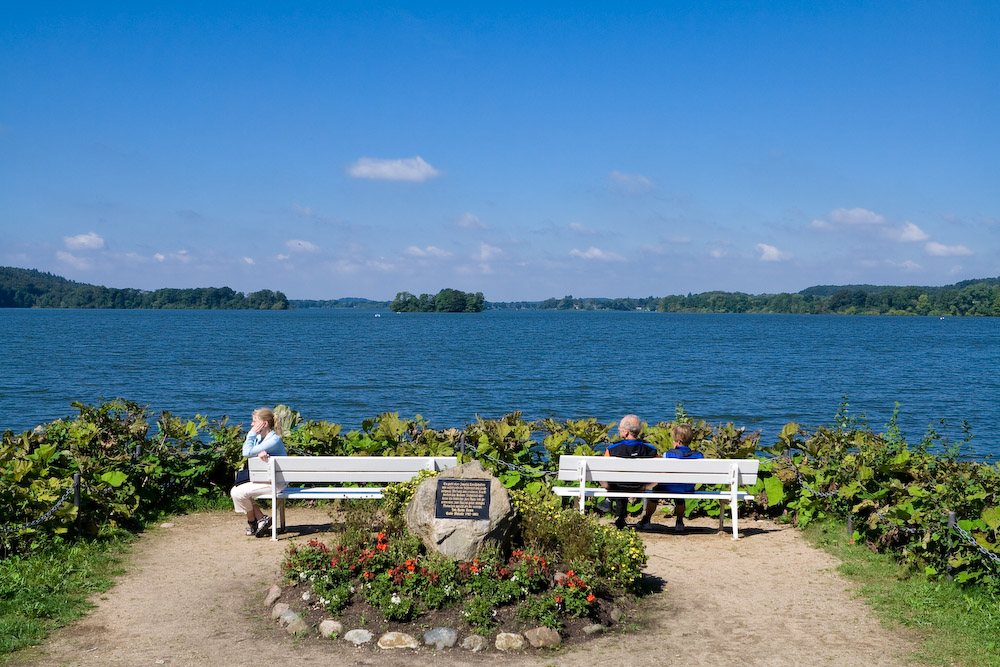
Dieksee

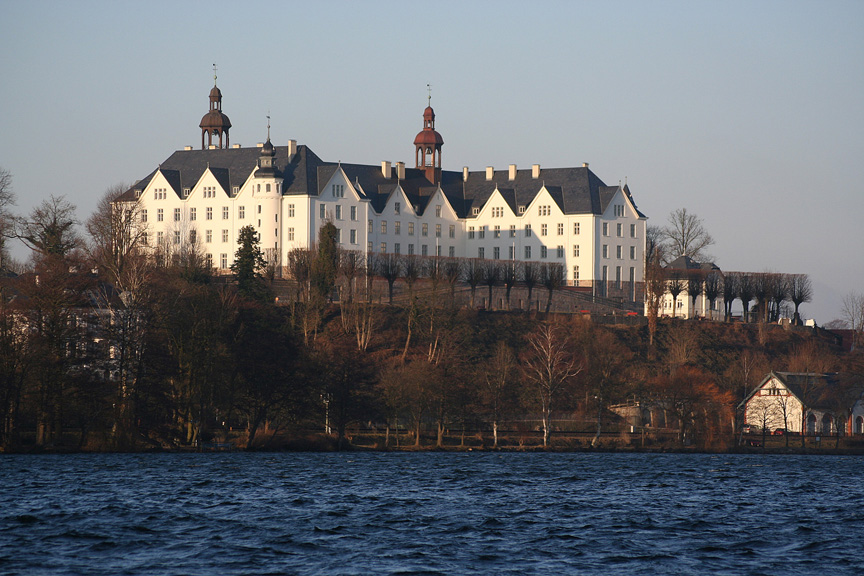
Zamek w Plönie

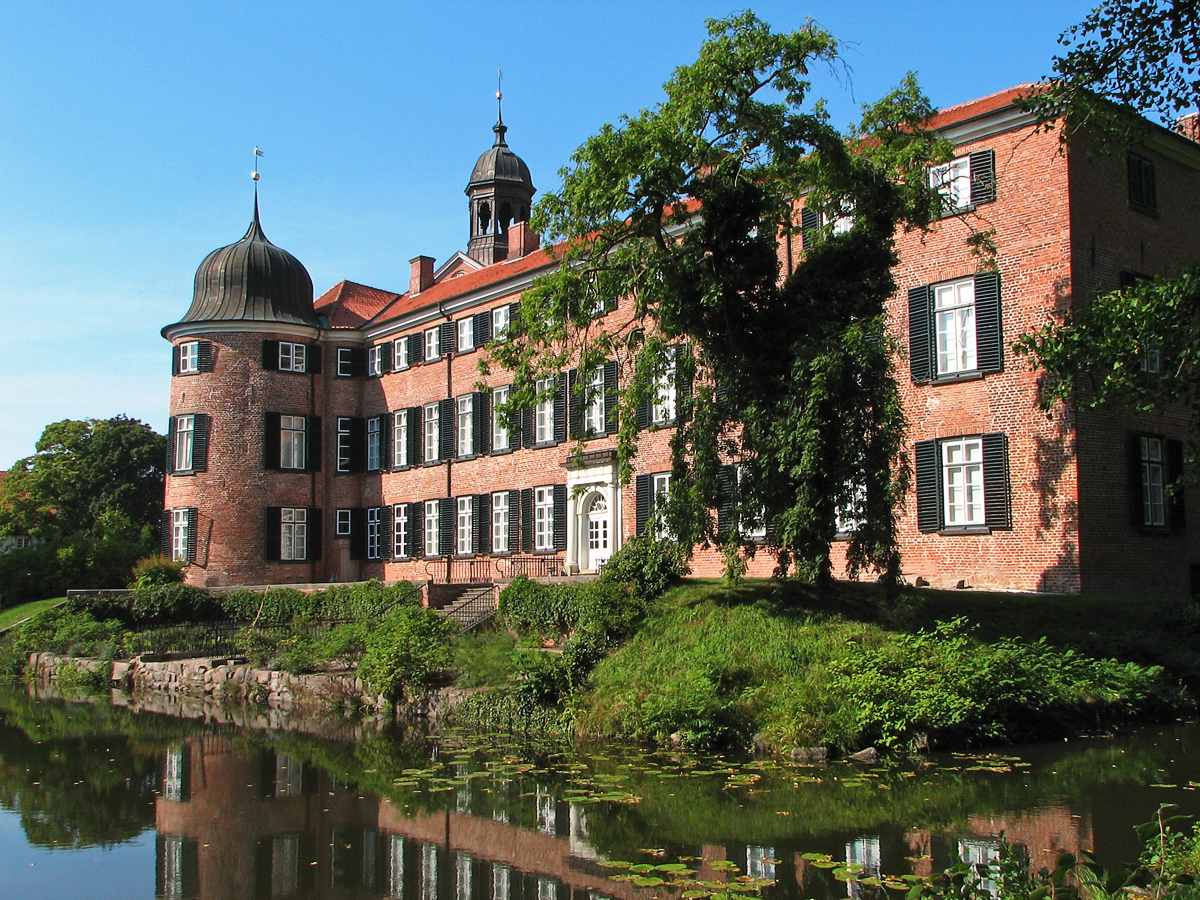
Zamek w Eutinie

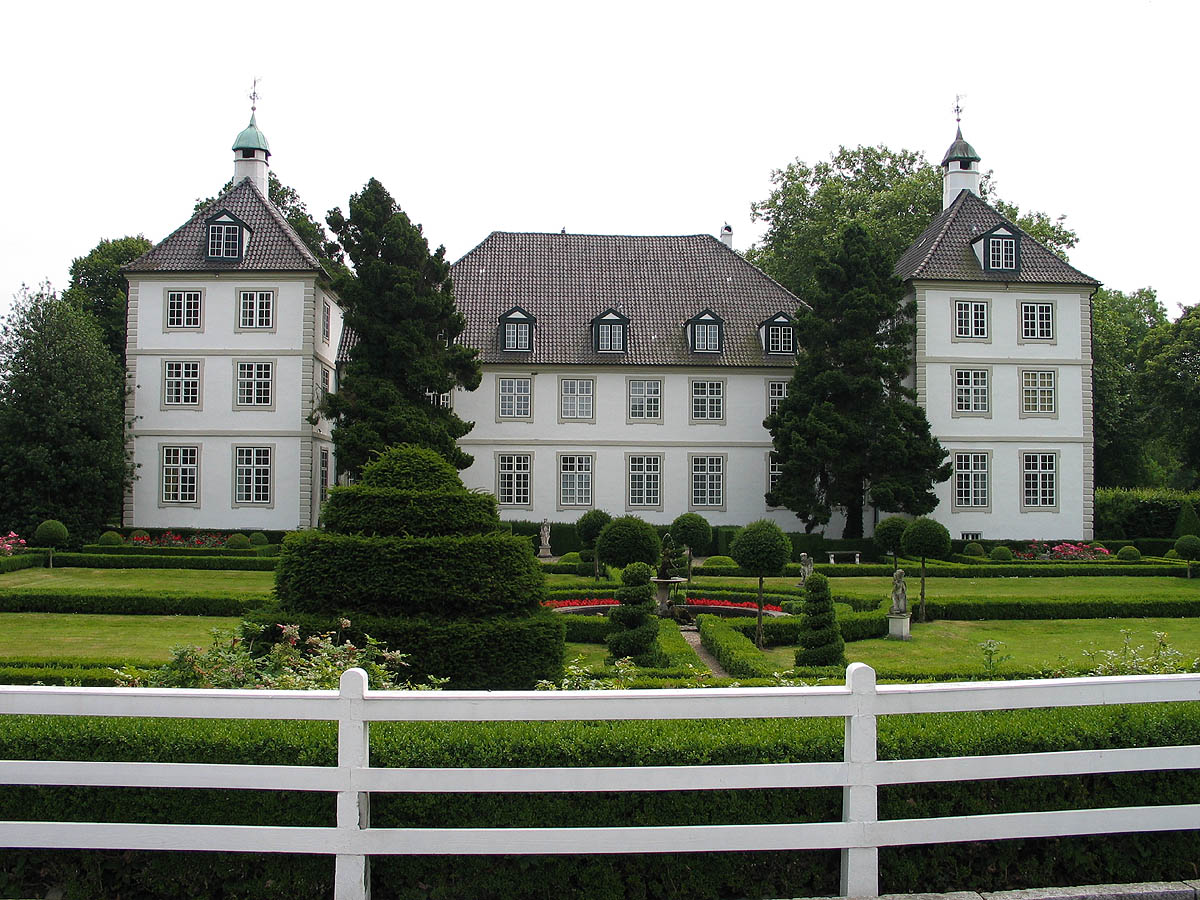
Dwór dobra Panker

Szwajcaria Holsztyńska (niem. Holsteinische Schweiz) – pagórkowaty region położony we wschodnim Holsztynie. Pod względem geograficznym ukształtowany pod koniec epoki lodowcowej, nie ma on wyraźnych granic, lecz stanowi krajobraz kulturowy przypominający szwajcarski (por. Szwajcaria Saksońska, Szwajcaria Kaszubska, Szwajcaria Frankońska itp.). Szwajcaria Holsztyńska jest jednym z najważniejszych regionów turystycznych północnych Niemiec; na jej terytorium znajduje się obszar ochrony przyrody Naturpark Holsteinische Schweiz.

## Pochodzenie nazwy
Termin "Szwajcaria Holsztyńska" powstał w XIX wieku, kiedy to, szczególnie wśród osób zamożnych, popularnym celem podróży stała się Szwajcaria, dlatego też wiele innych regionów o przypominających ją walorach krajobrazowych zaczęto nazywać "Szwajcariami". 20 maja 1885 Johannes Janus założył w miejscowości Malente nad jeziorem Kellersee hotel Holsteinische Schweiz, cieszący się znaczną popularnością. Od hotelu nazwano dworzec kolejowy Bahnhof Holsteinische Schweiz, następnie zaś nazwa ta objęła cały region.

## Geografia i krajobraz
Szwajcaria Holsztyńska leży na wschodzie kraju związkowego Szlezwik-Holsztyn. Położona jest w historycznej Wagrii (niem. Wagrien), na terenie powiatów Ostholstein i Plön. Nie ma wyraźnych granic geograficznych ani administracyjnych, znajduje się pomiędzy Lubeką i Kilonią, sięgając Bałtyku. Do ważniejszych miast należą Bad Malente-Gremsmühlen, Lütjenburg, Oldenburg in Holstein, Preetz i dawne rezydencje władców, Eutin i Plön.
Atrakcyjność regionu opiera się na jego różnorodności krajobrazowej – morenowy krajobraz Pojezierza Szlezwicko-Holsztyńskiego uformowany został w czasie ostatniego zlodowacenia. Niewielkie obszary leśne przeplatają się z polami uprawnymi, pomiędzy niskimi pagórkami występują liczne jeziora. Do największych z nich należą Großer Plöner See, Dieksee i Kellersee. Występuje wiele podmokłych łąk i rzek, jak uchodząca do Fiordu Kilońskiego (Kieler Förde) rzeka Schwentine czy łącząca się z Großer Binnensee rzeka Kossau. Najwyższym wzniesieniem jest położone w pobliżu Schönwalde wzgórze Bungsberg (168 m n.p.m.). Stanowi ono zarazem najwyższe wzniesienie całego Szlezwiku-Holsztynu, na nim też znajduje się jedyny wyciąg narciarski w tym kraju związkowym.

## Historia
Obszar Szwajcarii Holsztyńskiej zasiedlony jest od tysięcy lat. We wczesnym średniowieczu zamieszkany był częściowo przez ludność  słowiańską (Wendów). Ślady ich osadnictwa odnaleźć wciąż można np. w okolicy Oldenburga; oni też założyli miejscowości takie jak Plön czy Eutin. Od IX wieku obszar ten był kolonizowany przez Państwo Franków i pod jego władzą. W okresie dojrzałego średniowiecza miasta rozwinęły się w ośrodki handlu lokalnego, szlachta (Landadel) wznosiła zaś ufortyfikowane siedziby. Rozwijające się na początku ery nowożytnej kompleksy dóbr ziemskich (Adliges Güter) od XVI do XX wieku dominowały życie i ekonomię regionu. Od XVI wieku Plön i Eutin stanowiły rezydencje stanowiące ośrodki dóbr różnych gałęzi dynastii Oldenburgów.
W dobrach tych rozwijało się bogate życie kulturalne: XVIII i XIX-wieczny Eutin nazywany był "Weimarem Północy". Pod względem politycznym Holsztyn do połowy XIX wieku znajdował się pod panowaniem duńskim, wpierw jako duńskie lenno, następnie jako część Danii. W 1867 region przyłączony został do Prus. Po I wojnie światowej nastąpił rozkład tradycyjnej wielkiej własności ziemskiej. Po II wojnie światowej znaczną rolę w ekonomii regionu odgrywać zaczęła turystyka.

## Turystyka
Wiejski krajobraz Szwajcarii Holsztyńkiej określany jest wciąż przez kompleksy dóbr ziemskich i powiązane z nimi przeważnie tradycyjne formy gospodarowania. Do ważniejszych tego rodzaju dóbr należą Panker, Testorf, Rantzau i Hagen w Probsteierhagen. Zamki, takie jak zamek w Eutin (Eutiner Schloss) czy zamek w Plön (Schloss Plön), dostępne są do zwiedzania; wiele posiadłości zwiedzać można w czasie wydarzeń takich jak Szlezwicko-holsztyński Festiwal Muzyczny (Schleswig-Holstein Musik Festival). Dobra Salzau stanowią centrum kultury Landeskulturzentrum Salzau.
Dla turystów pieszych dostępny jest szlak turystyczny Naturparkweg, który łączy pięć parków krajobrazowych Szlezwiku-Holsztynu. Istnieje bardzo dobrze rozwinięta sieć dróg rowerowych oraz mało uczęszczanych dróg krajowych i polnych. Jest też wiele możliwości uprawiania turystyki wodnej, większe jeziora stanowią ośrodki wioślarstwa i kajakarstwa. Na wybrzeżu Bałtyku znajduje się wiele nadmorskich ośrodków wypoczynkowych.

## Jeziora
Do większych jezior Szwajcarii Holsztyńskiej należą:
- Großer Plöner See, 3000 ha
- Kellersee, 560 ha
- Dieksee, 386 ha
- Lanker See, 324 ha
- Behler See, 277 ha
- Postsee, 276 ha
- Kleiner Plöner See, 239 ha
- Großer Eutiner See, 230 ha
- Stocksee, 207 ha
- Trammer See, 163 ha
- Suhrer See, 137 ha
- Schluensee, 127 ha
- Schöhsee, 78 ha
- Süseler See, 77 ha
- Seedorfer See, 76 ha
- Sibbersdorfer See, 55 ha
- Stendorfer See, 54 ha
- Seekamper See, 45 ha
- Kleiner Eutiner See, 37 ha
- Ukleisee, 32 ha